# Каменногорка (Жмеринский район)
Каменногорка (укр. Кам'яногі́рка) — село на Украине, находится в Жмеринском районе Винницкой области.
Код КОАТУУ — 0521082203. Население по переписи 2001 года составляет 699 человек. Почтовый индекс — 23163. Телефонный код — 4332.
Занимает площадь 21,7 км².

## История
В 1946 году указом ПВС УССР село Дзялов переименовано в Каменногорку.

## Адрес местного совета
23163, Винницкая область, Жмеринский р-н, с. Кам ´яногирка, ул. Кооперативная